# Hospital de Santa Cruz (Toledo)
El Hospital de Santa Cruz es un edificio del siglo XVI de la ciudad española de Toledo, que en la actualidad alberga el Museo de Santa Cruz.
Fue fundado por el cardenal Mendoza a finales del siglo XV, para centralizar la asistencia a niños huérfanos y desamparados de la ciudad. Cuenta con una notable portada plateresca, obra de Alonso de Covarrubias. Se pueden observar, dos fases constructivas separadas por la fecha de inicio de la hospital, una anterior a 1514, con la construcción de la crucería y probablemente el segundo patio; y otra comprendida entre los años 1515 y 1535, con el levantamiento de la fachada, el patio principal, la puerta central y derecha del zaguán.

## Historia
La idea de la construcción de un hospital en Toledo para dedicarlo fundamentalmente a cuidar niños expósitos nace del cardenal Pedro González de Mendoza, arzobispo de Toledo, quinto hijo del marqués de Santillana, figura de gran personalidad y con enorme influencia política en la corte de Enrique IV y sobre todo con los Reyes Católicos. Obtiene del papa Alejandro VI una Bula por la que se le autoriza en 1494 a fundar un hospital en Toledo. 
Ese mismo año, el cardenal se retira al palacio del Infantado (Guadalajara) que le había visto nacer, cansado y enfermo, redacta su testamento, falleciendo unos meses después, en enero de 1495. En él se dictan las cláusulas a favor de destinar la totalidad de sus bienes para la fundación y sostenimiento de un hospital y casa-cuna en Toledo.
El fallecimiento del Cardenal no afectará a su deseo de fundar un gran hospital, ya que sus albaceas testamentarios, la reina Isabel la Católica, el cardenal Cisneros y el arzobispo de Sevilla y sobrino del Cardenal, don Diego Hurtado de Mendoza, se encargarán de cumplir su última voluntad con generosidad y rapidez.
La elección del arquitecto recayó en los maestros Antón y Enrique Egas, de los cuales el primero será el tracista y Enrique el director de la obra. 
Su disposición está inspirada en la estructura cruciforme del Ospedale Maggiore de Milán que el arquitecto Filarete, autor de la obra, empleara por primera vez para la construcción de hospitales.
Fue construido sobre el solar del viejo convento de San Pedro de Dueñas, que había sido abandonado por las monjas benedictinas.
Inaugurado en 1514, estando aún sin terminar, siendo tiempo después cuando Covarrubias diseña y supervisa la construcción de la portada, el vestíbulo y el patio en 1520; en 1530 se encargó del rediseño y construcción de la escalera principal, con el mismo diseño que ya había trazado para la del Palacio Arzobispal de Alcalá de Henares.

## Descripción artística
El edificio tiene planta de cruz griega y cuatro patios, de los que dos se realizaron por completo. El primero es de Covarrubias y da acceso al piso superior a través de una escalera de tres tramos

#### Patios

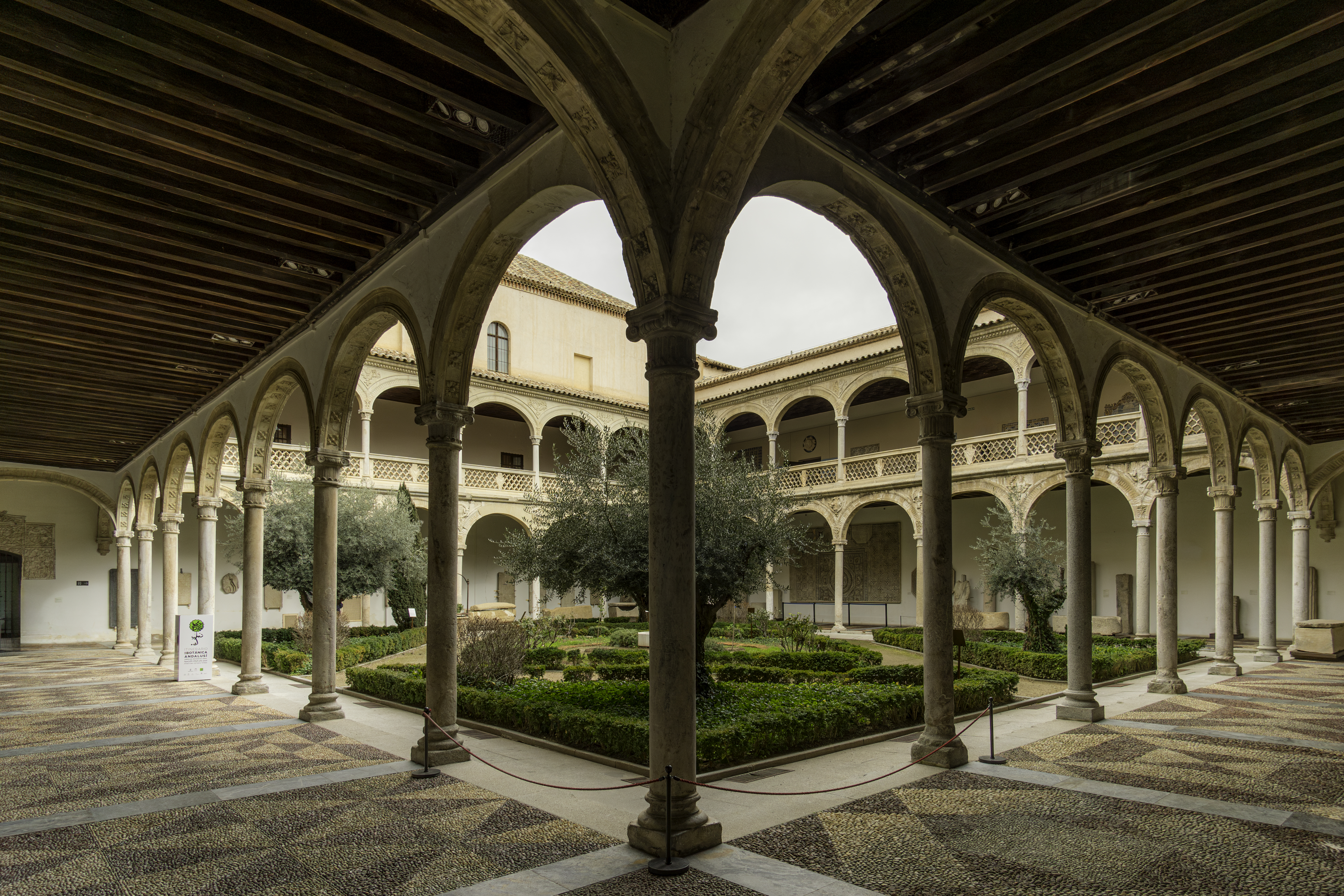
Patio renacentista

Se concibió con seis crujías que se cruzan formando cuatro patios para la ventilación y para ello se emplean ventanas altas. Se encuentra aún inacabado (no se hicieron dos de los patios, tal como estaban concebidos) y se ideó como un edificio exento. El altar se sitúa en el centro y los patios se idean siete de los que se hacen cuatro y de esos cuatro, solo uno se llegó a finalizar por Alonso de Covarrubias.
Existen cuatro grandes crujías, que conectan con los patios, en dos pisos realizadas por Enrique Egas y en el centro se encuentra la mesa con el altar. Las arcos son carpaneles y sobre pilares con hojarascas y querubines en el escudo de Mendoza. En general se da una simbiosis de la tradición morisca con el arte flamenco. Cubrición de par y nudillo en madera enmarcada de casetones. La madera tiene función decorativa y utilitaria. 

#### Fachada

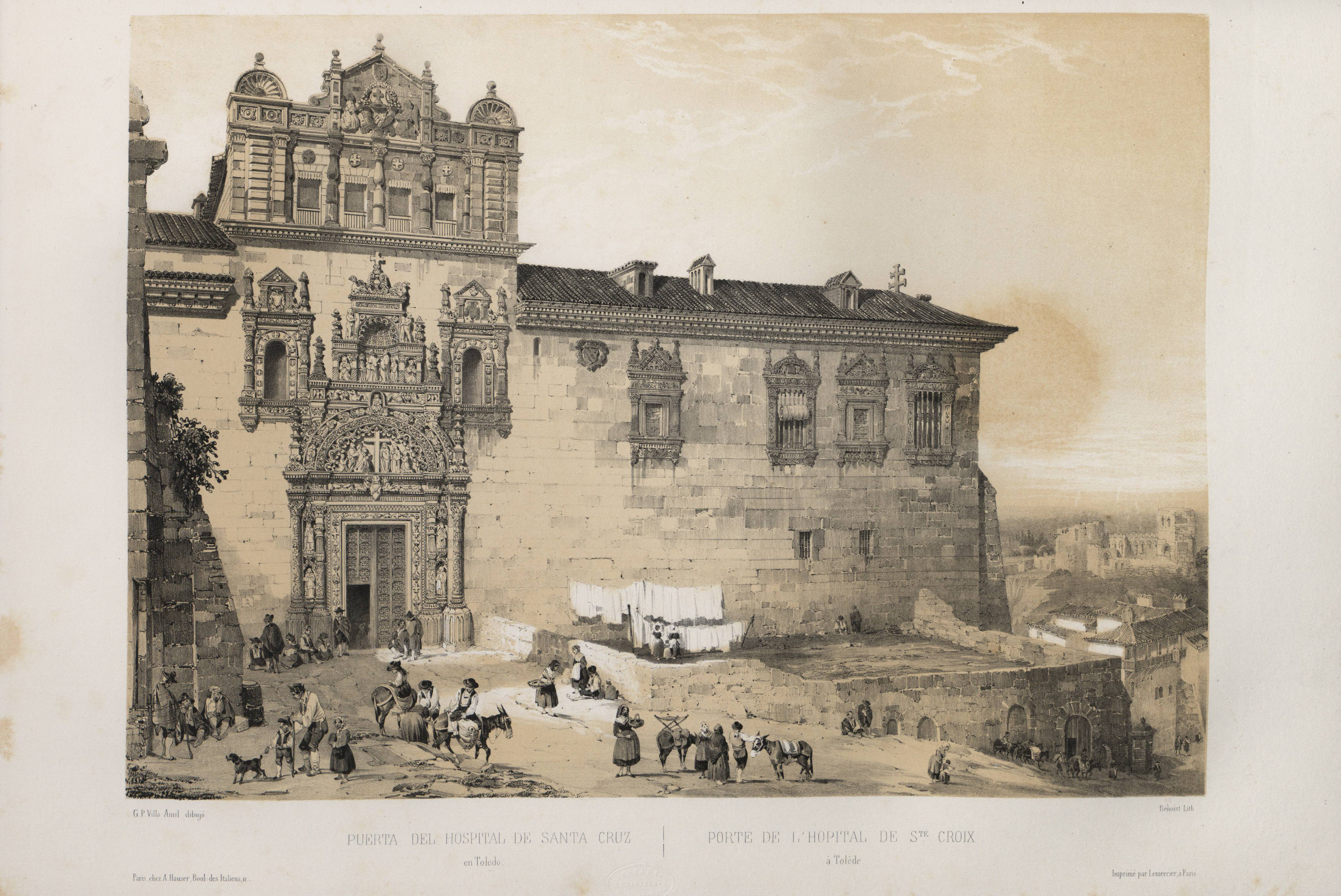
El hospital en el segundo volumen de España artística y monumental (1844), por Janaro Pérez Villaamil

De sillería e inacabada, destaca por su riqueza la portada mayor, de hueco adintelado con profusión de relieves en la guarnición, su tímpano semicircular acoge las figuras del cardenal Mendoza adorando a la Santa Cruz, las de santa Elena, san Pedro y san Pablo, más dos pequeñas de pajes o acólitos arrodilladas en ambos extremos, que sostienen el sombrero y la mitra pastoral.
En la arquivolta se suceden roscas decoradas por cruces de Jerusalén y querubines, grutescos, y ángeles bajo doseletes, estas roscas rodean al tímpano que carga sobre un par de columnas a cada lado de la puerta, con sus correspondientes pedestales, luciendo en los intercolumnios cuatro figuras, símbolos, al parecer, de las virtudes cardinales. El entablamento que corre sobre estas columnas ostenta en su centro el escudo del Cardenal sostenido por dos ángeles

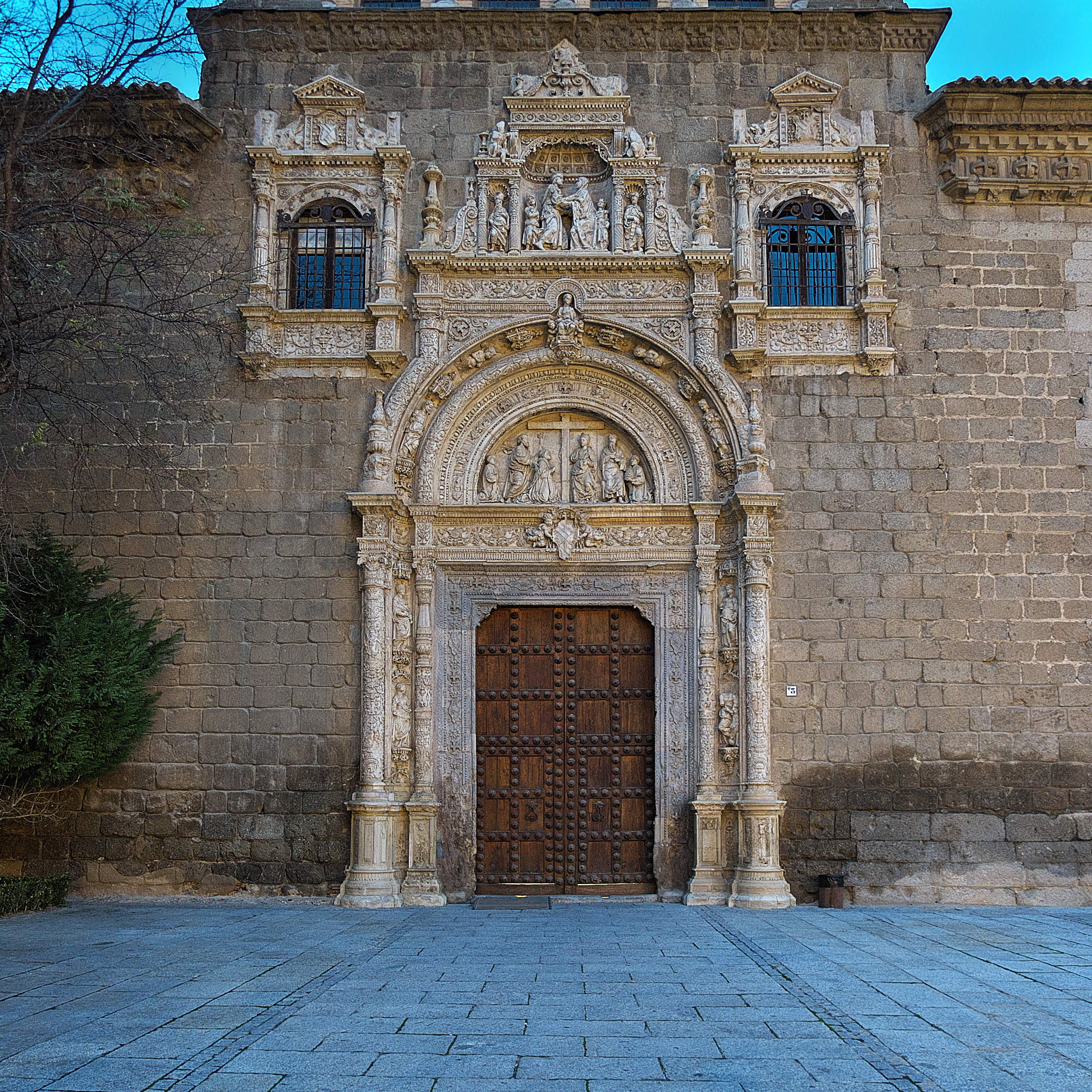
Fachada del Hospital de Santa Cruz Toledo

Sobre el entablamento se dispone el segundo cuerpo de la portada, una hornacina central reproduce el abrazo de san Joaquín y santa Ana, y sobre las hornacinas laterales se emplazan figuras de patriarcas. A la altura de este cuerpo se abren dos ventanas con marco plateresco. Por encima de la línea general del alero sobresale un último cuerpo con cinco columnas abalaustradas y cuatro huecos adintelados que remata un frontón adornado por las monumentales armas de los Mendoza, soportadas por dos ángeles.
El frontón es clásico de vuelta redonda que alberga el descubrimiento del Lignum crucis por Santa Elena. Sostiene el entablamento con otro cuerpo. Se rompió una arquivolta para colocar una hornacina que representa La Caridad. En la parte superior se encuentra representado el tema de Los desposorios de la Virgen con delfines. Las ventanas son simétricas con orden bulboso y edículos con el emblema de Mendoza. El último cuerpo, posterior, es manierista.

#### Escalera

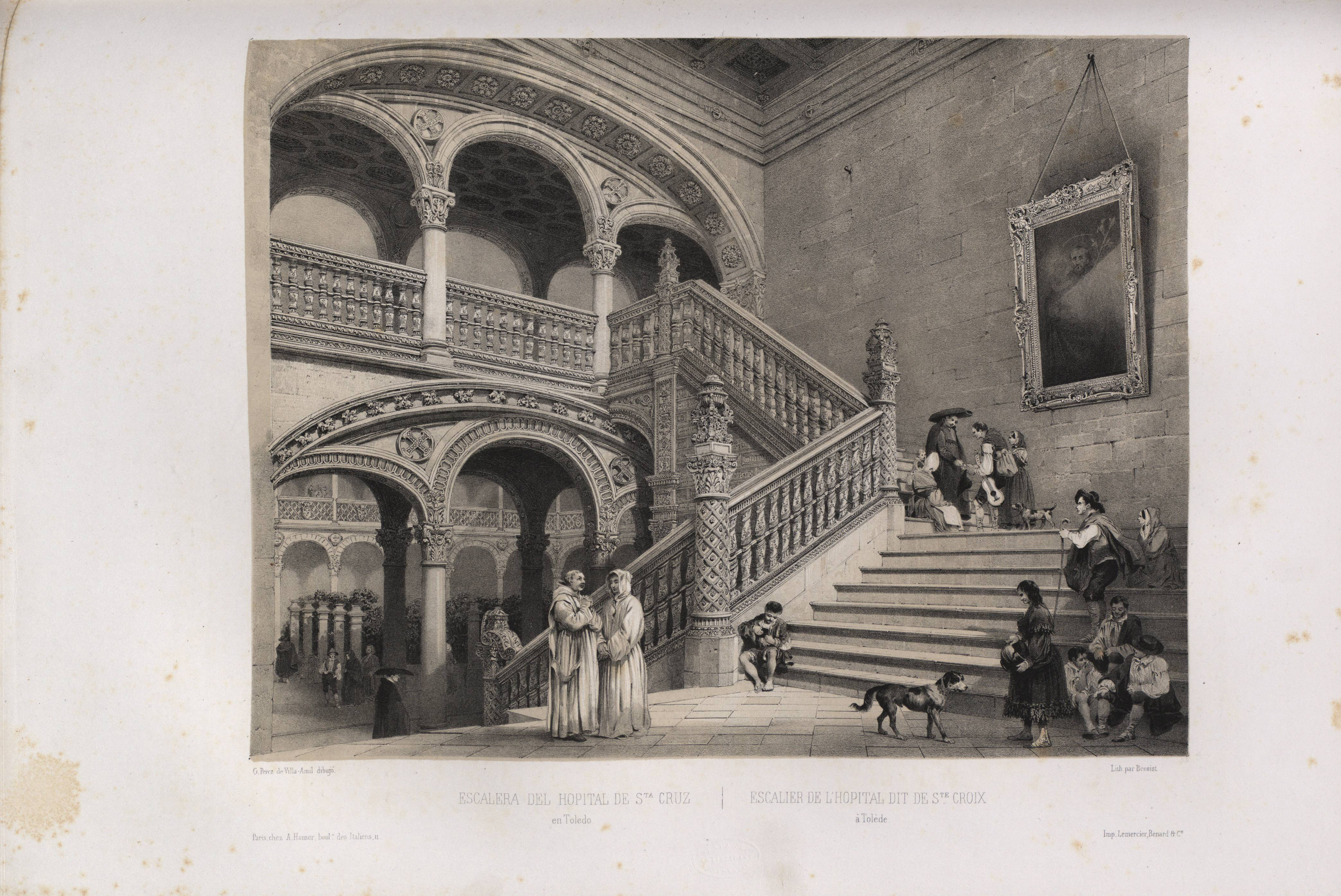
España artística y monumental, escalera Hospital de Santa Cruz

Arranca bajo una embocadura de triple arco rebajado, abierta a uno de los laterales del patio principal, desembarcando por el mismo sistema en la galería alta. Los paramentos de dicha escalera están almohadillados, y tanto los escudos con las armas de los Mendoza, como la Cruz de Jerusalén, constituyen el tema decorativo que individualiza en Toledo este monumento.

## Museo
Surge a mediados del siglo XIX impulsado por la Comisión Provincial de Monumentos Artísticos creada en Toledo. En 1844, cambia su nombre por el de Comisión de Monumentos Históricos y Artísticos, crea en Toledo su Museo como una actividad más de esta Comisión. Los fondos fundacionales con los que cuenta el Museo lo integran las obras de arte procedentes de los conventos suprimidos por las desamortizaciones de 1821 y 1836, y por la colección arqueológica del cardenal Lorenzana, que se guardaba en el Palacio Arzobispal, y que según Amador de los Ríos «la gestación y contenido del Gabinete de Antigüedades de Lorenzana constituye el verdadero núcleo aglutinante de la serie de objetos arqueológicos que integrarían los fondos de nuestro Museo» (Jorge, 1957).

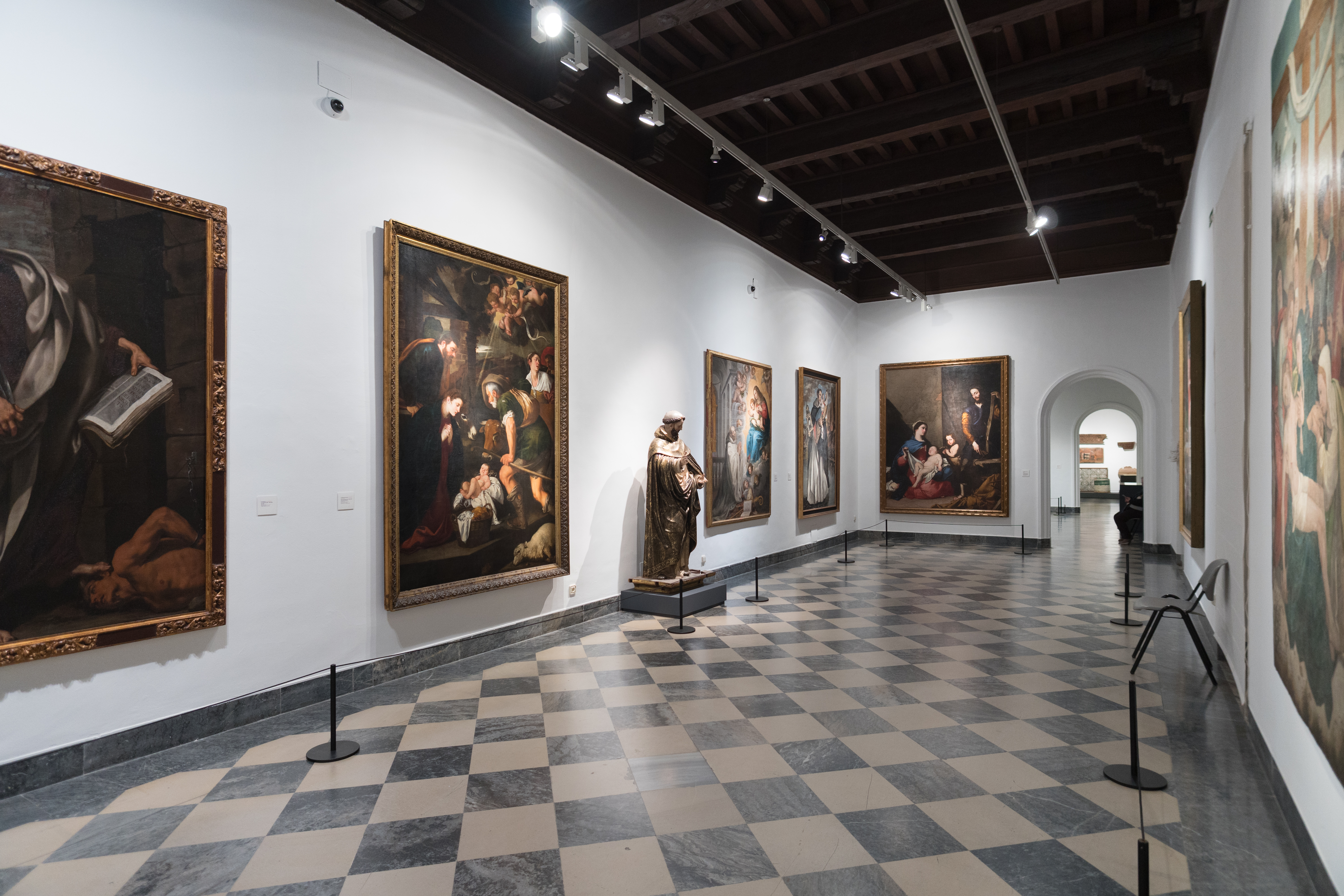
Museo de Santa Cruz

Por su parte la Comisión también se hace cargo del almacén artístico centralizado en el convento de san Pedro Mártir, llegando a reunir en poco tiempo más de dos mil cuadro mermas. Por ejemplo, en 1869 se remite al Museo Arqueológico Nacional de Madrid el lote de etnografía americana; en 1908 se cede, también en calidad de depósito, al Museo de Infantería del Alcázar, el conjunto de armas toledanas, el Pendón de la Santa Hermandad y otros interesantes objetos relacionados con el carácter del Museo; al Museo del Greco se traslada el Apostolado, la Vista y plano de Toledo, el retrato de P. Juan de Ávila y el de Alonso de Covarrubias, originales del genial candiota; en el año 1916, y con destino a un «proyectado» Centro de Cultura Judía, con sede en la Sinagoga del Tránsito, se trasladan todos los epígrafes judíos que posee el Museo.